# Asser Benjamin Kleerekoper
Asser Benjamin Kleerekoper (Tiel, 22 september 1880 - Amsterdam, 14 april 1943) was een Nederlandse politicus. Hij was lid van de Sociaal-Democratische Arbeiderspartij (SDAP).

## Leven en werk

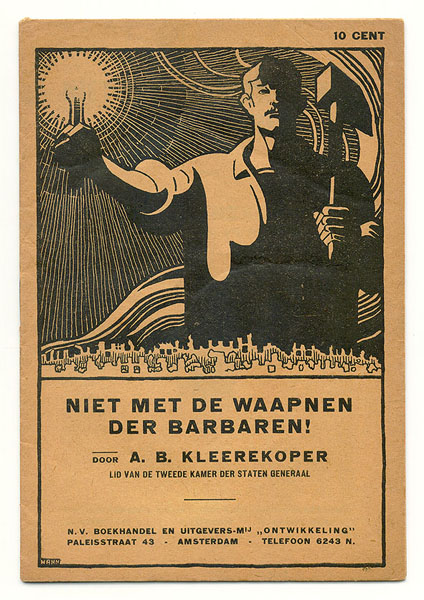
"Niet met de waapnen der barbaren!" door A.B. Kleerekoper (1918)

Kleerekoper werd geboren als zoon van de onderwijzer en rabbijn Samuel Chamanja Kleerekoper en Carolina Hirsch. Na zijn gymnasiumopleiding studeerde hij rechten aan de Universiteit Utrecht. Na zijn kandidaatsexamen brak Kleerekoper deze studie af en werd journalist. Hij begon als journalist bij De Telegraaf en werd daarna hoofdredacteur van De Joodsche Wachter, uitgegeven door de Nederlandse Zionistenbond. In 1909 werd hij lid van de SDAP. Voor deze partij werd hij in 1913 gekozen in de gemeenteraad van Amsterdam, Provinciale Staten van Noord-Holland en de Tweede Kamer. Kleerekoper was tot 1923 gemeenteraadslid, tot 1929 Statenlid en tot 1931 Kamerlid. Hij vervulde diverse bestuurlijke rollen binnen de SDAP, zowel op lokaal als op landelijk niveau. Hij sprak regelmatig op massabijeenkomsten en voor de VARA-microfoon.
In 1929 werd Kleerekoper ernstig ziek en tijdens een jarenlange ziekenhuisopname raakte hij verlamd aan beide benen. Hij bleef wel, met slechts een korte onderbreking in 1929, schrijven voor de socialistische krant Het Volk. Hij schreef onder meerdere pseudoniemen, zoals Kijker, Oproerige Krabbelaar of OK en Adam van Tiel. Zijn laatste bijdrage verscheen op 10 mei 1940, de dag van de Duitse inval in Nederland. Kleerekoper werd na bemiddeling door David Cohen opgenomen in De Joodse Invalide en bleef zo gespaard voor deportatie. Hij bleef in deze instelling, ook nadat vrijwel alle bewoners op 1 maart 1943 waren weggehaald. Kleerekoper overleed anderhalve maand later, op 62-jarige leeftijd; volgens Presser in De Joodse Invalide, maar volgens Philip van Praag is hij "in een andere joodse verpleeginrichting" overleden. Willem Drees zou hem daar nog hebben opgezocht.
Kleerekoper is tweemaal getrouwd geweest. Beide huwelijken eindigden in een echtscheiding. Hij trouwde op 17 juni 1909 met Constance van den Bergh. Uit dit huwelijk werd een zoon geboren. Hij hertrouwde op 2 augustus 1922 met Jet van Dam van Isselt, hoofd afdeling kunstzaken van de gemeente Amsterdam.